# Перша англо-майсурська війна
Перша англо-майсурська війна (1767—1769) — конфлікт в Індії між Майсурським султанатом і Ост-Індською компанією. Війна була частково спровокована підступами Асафа Джа II, Нізама Хайдарабаду, який намагався відвернути ресурси компанії від спроб отримати контроль над Північними Циркарами.

## Передумови
XVIII століття було періодом великих потрясінь на Індійському субконтиненті. Хоча століття розпочалося з того, що велика частина субконтиненту перебувала під контролем Імперії Великих Моголів, смерть імператора Аурангзеба у 1707 році призвела до розколу імперії та боротьби між віце-королями та іншими місцевими правителями за територію. У 1740-1750-х роках в цих локальних конфліктах французькі та британські колоніальні компанії стали більш активними. До Третьої карнатікської війни (1757—1763) британці здобули певну міцну опору в Бомбеї, Мадрасі та Калькутті, а також маргіналізували (хоча й не ліквідували) вплив інших колоніальних держав. На їхні східні володіння в Мадрасі сильно вплинули договори з навабом Карнатика, Мухаммедом Алі Ханом Валладжахом, територія якого оточувала Мадрас. Іншими великими державами на сході були Нізам Гайдарабад, який раніше був віце-королівством Імперії Великих Моголів, але проголошений незалежним у 1720-х роках, утримувався в 1760-х роках Асафом Джа II, і Султанат Майсур, який займав високі рівнини між Східні і Західні Гати, гірські хребти, що відокремлюють прибережні рівнини Індії від внутрішніх.
Майсур, яким номінально керувала династія Водеяр, у 1761 році потрапив до рук Гайдара Алі, мусульманського воєначальника. Кожна з цих держав плетіла інтриги як з іншими, так і проти них, і прагнула залучити владу Франції та Британії колоніальні компанії, щоб служити своїм цілям. Колоніальні держави намагалися вплинути на місцеву владу, щоб отримати або прямий контроль над територією, або надходження від території, номінально контрольованої місцевим правителем, який відповідає їм за фінансову та військову підтримку. Оскільки європейська військова підготовка була значно кращою, ніж місцева практика, остання була особливо важливою; невелика кількість дисциплінованих європейських або навчених європейцями сил могла перемогти більші індійські армії, що складалися переважно з погано навченої піхоти та кавалерії.

## Причини війни

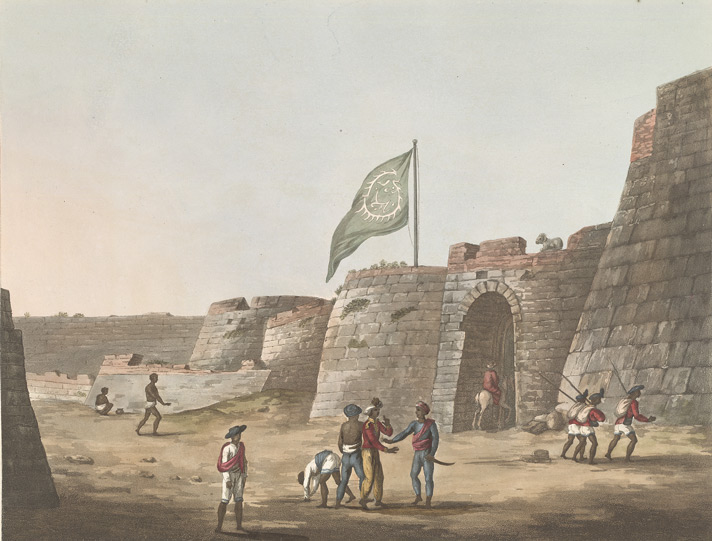
Прапор султанату Майсур.

Британська Ост-Індська компанія, шукаючи сухопутного зв'язку між своїми володіннями в Мадрасі та Бенгалії, прагнула отримати доступ до Північних Циркарів, серії прибережних територій, які утримувалися французами до 1758 року, коли вони були витіснені за підтримки британських військ. Вони звернулися до нізама, пропонуючи платити орендну плату значно більше, ніж він зараз отримував від наваба Аркота; нізам відхилив їхні пропозиції. Потім лорд Роберт Клайв звернувся до імператора Великих Моголів Шаха Алама II, який у серпні 1765 року видав указ про надання компанії прав на цю територію.
Одночасно нізам був залучений до союзу з маратхами. І він, і правляча пешва маратхів Мадхав Рао I були стурбовані експансіоністською загрозою з боку Гайдара Алі. Після допомоги маратхам у справі з одним із їхніх союзників у 1765 році союзники почали розробляти плани вторгнення в Майсур. Коли у березні 1766 року британці почали окупацію Північних Циркарів, нізам виступив проти цього, надіславши листи з погрозами керівництву компанії в Мадрасі. Він думав розпочати війну проти компанії, але його поганий фінансовий стан зробив це неможливим. Натомість він уклав угоду з компанією в листопаді 1766 року. За його умовами компанія отримала чотири з п'яти циркарів негайно (Гунтур, п'ятий, який був наданий синові Нізама як джаґір, мав бути доставлений після смерті сина) в обмін на 7 лакхів рупій або військову підтримку Нізама у своїх починаннях. Один історик описує згоду нізама на договір як з фінансової необхідності, і що він був «обурений» на англійську владу. За з цим договором, компанія надала нізаму два батальйони військ. Згідно з договором, не було обмежень щодо кількості військ, які міг вимагати нізам, а також не було перевірок на використання (наступ або оборону), до яких він міг їх використовувати.
Конфлікт за участю влади Мадрасу, Мухаммеда Джинни та Тіпу Султана поглиблювався. Мухаммед Алі-хан Валладжах, союзник британців, чию територію він оточив, був засмучений тим, що Гайдер переховував своїх супротивників, включаючи свого старшого брата Махфуз Хана та Раджу Сахеба, сина Чанди Сагіба, попереднього претендента на престол Карнатик. Гайдар був роздратований тим, що англійці створили у Веллорі укріплений форпост, і що компанія кілька разів відхиляла його пропозиції про союз. Пропозицію, яку він зробив наприкінці 1766 року, було відхилено, оскільки місцева рада компанії вважала її несумісною з договором, підписаним з нізамом. Перша англо-майсурська війна показала, що Гайдер Алі досяг успіху проти британців, майже захопивши Мадрас.

## Хід війни

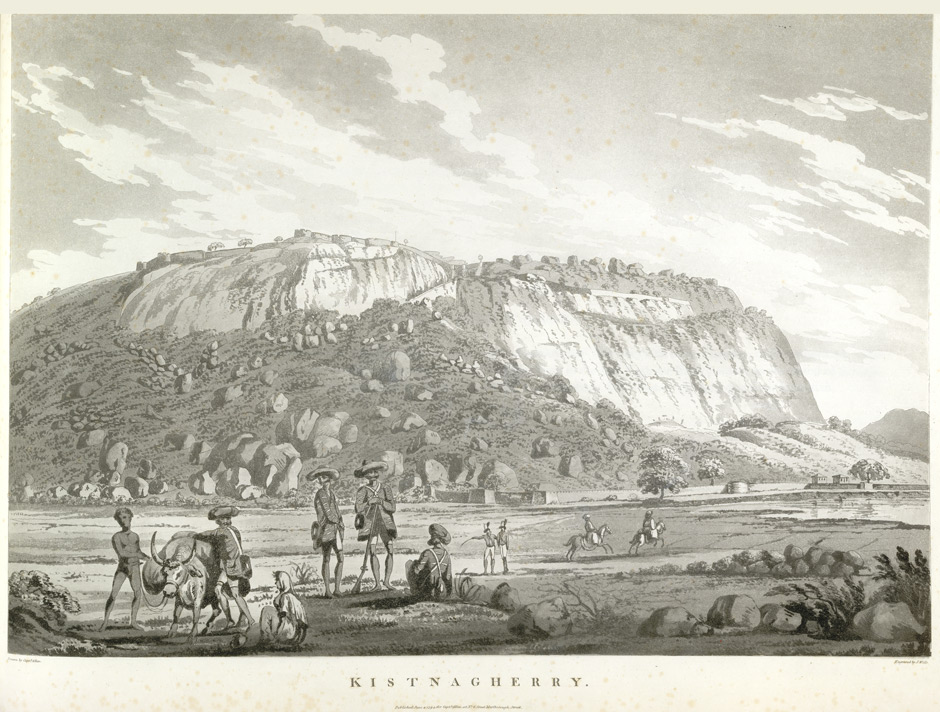
Форт Крішнагірі був обложений під час Першої англо-майсурської війни в 1768 році, і врешті здався британцям, які ненадовго утримували його

Війна почалася в січні 1767 року, коли маратхи, можливо, передбачаючи рух нізамів, вторглися в північний Майсур. Вони досягли півдня аж до річки Тунгабадра, перш ніж Гайдар вступив у переговори про припинення вторгнення. В обмін на виплату 30 лакхів рупій маратхи погодилися відійти на північ від річки Кістна; до березня, коли нізам почав своє вторгнення, вони вже відійшли. За словами майсурського історика Марка Вілкса, ця дія маратхів була дещо типовим кроком для придбання багатства, на яке інакше могли б претендувати інші воюючі сторони. Нізам просунувся аж до Бангалору в супроводі двох батальйонів роти під командуванням полковника Джозефа Сміта.
У травні Сміт виявив, що хайдер і нізам ведуть переговори про союз, і, отже, вивів більшість своїх військ до кордону Карнатика. Угода, укладена між двома державами, передбачала їх об'єднання проти Британії. Гайдер мав заплатити 18 лакхів рупій за припинення вторгнення, а нізам мав визнати сина Гайдара Тіпу Султана навабом Карнатика після того, як цю територію буде завойовано. Незважаючи на угоду, обидві сторони виявили незначну довіру одна до одної; Відомо, що Гайдар розміщував шпигунів у таборі Нізама.
Це дипломатичне маневрування призвело до атаки на форпост компанії в Чангамі з боку об'єднаної Майсурсько-Гайдарабадської армії під командуванням Гайдара. Незважаючи на значну чисельну перевагу британських сил (британські оцінки оцінюють чисельність союзної армії в 70 000 проти британських 7 000), союзники були відкинуті з великими втратами. Гайдер пішов, щоб захопити Каверіпаттінам після двох днів облоги, тоді як полковник Сміт, який командував у Чангамі, зрештою відступив до Тіруваннамалая за припасами та підкріпленням. Там 26 вересня 1767 року Гайдар знову атакував і був рішуче відбитий. З початком сезону дощів Гайдер вирішив продовжити кампанію, а не прийняти звичайну практику призупинення операцій через важкі умови. погода створена для військ. Після захоплення кількох менших форпостів він обложив Амбур у листопаді 1767 року, змусивши британців відновити кампанію. Командувач британського гарнізону відмовився від великих хабарів, запропонованих Гайдаром в обмін на капітуляцію, і прибуття колони допомоги на початку грудня змусило Гайдара зняти облогу. Він відступив на північ, прикриваючи рух сил нізамів, але був розчарований, коли цілий корпус європейської кавалерії дезертирував до британців. Невдачі цієї кампанії в поєднанні з успішним просуванням британців у Північних Циркарах і таємними переговорами між британцями та нізамами призвели до розколу між Гайдаром і нізамами. Останній повернувся в Гайдарабад і врешті-решт домовився про новий договір з британською компанією в 1768 році. Гайдар, мабуть, прагнучи покласти край конфлікту, зробив британцям мирні пропозиції, але отримав відмову.

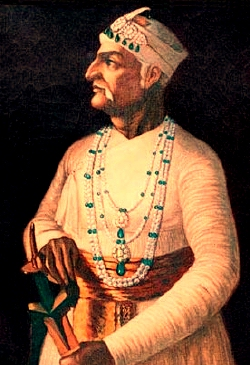
Асаф Джа II у 1766 році виступив проти Ост-Індської компанії і спочатку об'єднався з Хайдером Алі під час Першої англо-майсурської війни, зокрема під час битви при Ченгамі, але пізніше в 1768 році відмовився від Майсуру.

На початку 1768 року керівництво компанії в Бомбеї організувало експедицію на території Малабарського узбережжя Майсура. У середині 1760-х Хайдер створив невеликий флот, який базувався переважно в порту Мангалор. Цей флот, який, за повідомленнями англійців, нараховував близько десяти кораблів, масово дезертирував, очевидно, через те, що капітани були незадоволені Лютфом Алі Бегом, кавалерійським офіцером Майсори, як командиром флоту. Завдяки британському обману Лютф Алі Бег також відкликав більшу частину гарнізону Мангалора, щоб рухатися до того, що він вважав британською метою, Оноре. У лютому британці зайняли Мангалор проти мінімального опору. Ця активність у поєднанні з втратою нізама як союзника спонукала Гайдара відійти з Карнатику та швидко рухатися до Малабару. Відправивши свого сина Тіпу з передовими силами, Гайдар пішов за ним і зрештою повернув Мангалор та інші порти, які утримували надмірно розширені британські сили. Він також стягував додаткові податки як покарання проти бунтівних районів Наїру, які підтримували британців.
Під час відсутності Гайдара в Карнатиці британці відновили багато місць, які Гайдар зайняв і мав лише слабкий гарнізон, і просунулися аж на південь до Діндігулу. Вони також переконали маратхів вступити в конфлікт, і на початку серпня їхня велика сила під командуванням Морарі Рао приєдналася до полковника Сміта в Оскота 1768 року. Потім ця армія почала підготовку до облоги Бангалору, але 9 серпня Гайдар повернувся до Бангалору з Малабара, вчасно, щоб турбувати союзників до початку облоги. 22 серпня Гайдар напав на табір маратхів в Оскоті, але був відбитий із великими втратами. Потім Гайдар був зірваний у спробі запобігти прибуттю другої британської колони до табору союзників; сила цих об'єднаних сил переконала його відступити з Бангалору в напрямку Гуррамконди, де він був підкріплений своїм братом. Він також намагався вжити дипломатичних заходів, щоб запобігти облозі Бангалору, пропонуючи заплатити десять лакхів рупій і надати інші земельні концесії в обмін на мир. Британці відповіли агресивним списком вимог, який включав виплату данини нізаму та більші земельні концесії Британській Ост-Індській компанії. Гайдар спеціально відмовився мати справу з Мухаммедом Алі Ханом Валладжахом, на чиїх землях точилася велика частина бойових дій, і людиною, яку Гайдар дуже не любив. Під час переговорів не вдалося досягти спільної мови.
3 жовтня Гайдер, переміщаючи свою армію з Гурамконди назад до Бангалору, зненацька здивував невеликий гарнізон людей Мухаммеда Алі Хана Валладжи в скелі під назвою Мулабагілу, поблизу Хосакоте. Було надіслано британське підкріплення, і полковник Вуд зміг повернути нижній форт, але не верхній. Наступного дня він вирушив із кількома ротами людей, щоб дослідити рух, який міг бути прикриттям для підкріплення ворога. Це невелике військо, що налічувало чотири роти, було оточене всією армією Гайдара. Хитрість іншого офіцера, полковника Брукса, запобігла втраті цього загону; Полковник Брукс і ще дві роти витягли дві гармати на вершину сусіднього підйому, і Брукс крикнув: «Сміт! Сміт!», стріляючи з гармат. Обидві сторони витлумачили це як те, що полковник Сміт прибув із силою, і війська Гайдара почали відступ. Це дало змогу полковнику Вуду приєднатися до Брукса та інших підкріплень із Малвагала до того, як Гайдар зрозумів, що його обдурили. Гайдар відновив свою атаку, але врешті був відбитий із великими втратами: за оцінками, він втратив 1000 чоловік, тоді як британці втратили близько 200. Серйозність конфлікту переконала полковника Сміта, що він не зможе ефективно обложити Бангалор, не завдавши спочатку великої поразки Хайдеру у відкритому бою. Представники компанії звинуватили Сміта в тому, що він не зміг рішуче перемогти Гайдара, і відкликали його в Мадрас. Гайдар скористався нагодою, щоб взяти в облогу Хосаур, і полковник Вуд пішов на допомогу місту. Коли Вуд наблизився, Гайдер зняв облогу, непомітно обійшов колону Вуда та напав на його багажний потяг біля Багалура. Гайдер успішно захопив припаси та зброю, і з ганьбою погнав Вуда до Венкатагірі. Згодом Вуд був відкликаний і замінений полковником Ленгом.
Тоді Гайдар зібрав додаткові сили в Майсурі та пішов у наступ. У листопаді 1768 року він розділив свою армію на дві частини та перетнув Гати в Карнатику, відновивши контроль над багатьма другорядними пости, які займали британці. По дорозі до Ероде Гайдар переповнив один контингент британців, яких відправили в полон до Серінгапатаму, коли було встановлено, що один із офіцерів воював, порушуючи угоду про умовно-дострокове звільнення. Після швидкого встановлення контролю над більшою частиною південного Карнатика його похід повернув до Мадрасу. Це спонукало британців надіслати посланця для обговорення миру; через те, що Гайдар наполягав, щоб наваб Карнатика був виключений з переговорів, вони нікуди не ділися. Тоді Хайдар здивував керівництво компанії, взявши добірну силу з 6000 кавалеристів і невелику кількість піхоти, і здійснив триденний форсований марш на 130 миль (210 км) до воріт Мадраса.
Ця демонстрація сили змусила компанію продовжити переговори, оскільки Мадрас залишився майже беззахисним через військові рухи, зроблені для протидії основним силам Гайдара. Гайдар, який шукав дипломатичних важелів впливу на маратхів, хотів створити альянс взаємного захисту та нападу. Компанія відмовилася приєднатися до наступального військового договору; Мадраський договір, підписаний 29 березня 1769 року, містив умови, згідно з якими кожна сторона підтримуватиме іншу в разі нападу.

## Битви
- Битва при Ченгамі (або Ченгама, 3 вересня 1767 р.)
- Битва при Тіруваннамалаї (25 вересня 1767 р.)
- Облога Амбура (листопад–грудень 1767 р.)
- Битва при Оскоті (ніч з 22 на 23 серпня 1768 р.)
- Битва при Мулваґулі (4 жовтня 1768 р.)
- Битва при Бауґлорі (22–23 листопада 1768 р.)

## Наслідки
Гайдар Алі, який, очевидно, сміливий угодою з британцями, вступив у війну з маратхами в 1770 році і попросив британців підтримати їх, якщо і коли маратхи проникнуть на територію Майсору. Британці відмовилися допомогти йому, хоча вони також були втягнуті в конфлікт з маратхами в 1770-х роках. Битви Хайдара повністю припинилися лише в 1779 році, коли маратхи домовилися про союз з ним і нізамом для спільних дій проти британців. Це призвело до початку Другої англо-майсурської війни в 1780 році. Цей конфлікт спустошив більшу частину Карнатика, а також не зміг вирішити розбіжності між Майсуром і британцями. Вирішення відбулося в 1799 році після поразки та вбивства сина Хайдера Тіпу Султана та відновлення Водеярів як британських клієнтів.